# Cluses
Cluses é a comuna francesa do departamento da Alta Saboia, da região de Auvérnia-Ródano-Alpes situada no vale do Arve onde passa o rio do mesmo nome, o rio Arve

## Toponímia
Em francês o termo cluse designa um vale escavado perpendicularmente numa montanha por um rio e metendo à vista a sua estrutura anticlinal, e tal como este está na origem de La Clusaz 

## História
Cluses é historicamente considerada como a capital do Faucigny, em rivalidade com La Roche-sur-Foron e as suas feiras e bancos, assim como com Bonneville e as suas funções administrativas.

## Geografia
Está situada no vale do Arve a meio caminho entre Genebra, na Suíça, e Chamonix-Mont-Blanc tem uma altitude min. de 470 m e  Max.  de 1 175 m

## Vias de comunicação
Além do serviços da SNCF com a linha St-Gervais-Genebra-Annecy, a localidade é servida pela autoestrada A40 Mâcon-Chamonix, a chamada "Autoestrada branca" por servir Chamonix-Monte-Branco, o que permita a ligação com Genebra e o seu aeroporto de Genebra em 50 min.